# Фридрих III (Фюрстенберг)
Вижте пояснителната страница за други личности с името Фридрих III.
Фридрих III фон Фюрстенберг (на немски: Friedrich III (II) von Fürstenberg; * 19 юли 1496, Волфах; † 8 март 1559) е граф на Фюрстенберг.

## Произход
Той е най-възрастният син на граф Волфганг I фон Фюрстенберг (1465 – 1509) и съпругата му графиня Елизабет фон Золмс-Браунфелс (1469 – 1540), дъщеря на граф Ото II фон Золмс-Браунфелс (1426 – 1504) и Анна фон Насау-Висбаден (1440 – 1480). Брат е на Вилхелм фон Фюрстенберг (1491 – 1549).

## Фамилия
Фридрих III се жени на 19 февруари 1516 г. за графиня Анна фон Верденберг-Хайлигенберг (ок. 1510 – 1554), наследничка на Хайлигенберг и др., дъщеря на граф Кристоф фон Верденберг-Хайлигенберг (1480 – 1534) и Елеонора Гонзага (1488 – 1512), дъщеря на граф Джанфранческо Гонзага от Сабионета (1446 – 1496). Те имат децата:
- Кристоф (1519 – 1532)
- Волфганг (1520 – 1544), убит при Керизола
- Егон (1522 – 1563)
- Фридрих (1526 – млад)
- Конрад (1532 – млад)
- Кристоф I фон Фюрстенберг (1534 – 1559), граф на Фюрстенберг-Кинцигтал, женен на 6 януари 1556 г. за графиня Барбара фон Монфор († 1592)
- Хайнрих X фон Фюрстенберг (1536 – 1596), граф на Фюрстенберг, женен 1560 г. в Лих за графиня Амалия фон Золмс-Лих (1537 – 1593)
- Йоахим (1538 – 1598), граф на Фюрстенберг-Хайлигенберг, женен на 9 февруари 1562 г. за графиня Анна фон Цимерн (1544 – 1602)
- Елизабет (1521 – 1570), омъжена 1536 г. за фрайхер Ханс Марквард фон Кьонигсег († 1553)
- Елеонора (1523 – 1544), монахиня, омъжена 1538 г. за граф Филип IV фон Ханау-Лихтенберг (1514 – 1590)
- Анна (1524 – 1568), омъжена 1543 г. за фрайхер Йохан Кристоф фон Фалкенщайн-Ебринген († 1568)
- Евфросина (* 14 декември 1525), монахиня в Инцигкофен 1540
- Йохана (1529 – 1589), омъжена 1545 г. за фрайхер трухзес Вилхелм Млади фон Валдбург-Траухбург (1518 – 1566)
- Барбара (1531 – 1601), омъжена за граф Хайнрих IV фон Монфор-Ротенфелс-Васербург († 31 август 1561) († 1561)
- Урсула († 1611), омъжена 1564 г. за Клод II де Ньошател, барон де Горгие († 1590)